# فرد كول
فرد كول (بالإنجليزية: Fred Cole)‏ هو مغني وكاتب أغاني وعازف قيثارة أمريكي، ولد في 28 أغسطس 1948 في تاكوما في الولايات المتحدة، وتوفي في 9 نوفمبر 2017 في Clackamas, Oregon ‏ في الولايات المتحدة بسبب سرطان.

## وصلات خارجية
- فرد كول على موقع IMDb (الإنجليزية)
- فرد كول على موقع ميوزك برينز (الإنجليزية)
- فرد كول على موقع ديسكوغز (الإنجليزية)